# Maurice De Jaegere
Maurice Antoine Ernest De Jaegere (Ieper, 23 augustus 1890 - Kortrijk, 21 september 1957) was een Belgisch volksvertegenwoordiger.

## Levensloop
Gepromoveerd tot doctor in de rechten aan de Katholieke Universiteit Leuven (1914) vestigde hij zich, na de Eerste Wereldoorlog, en nadat hij van 1920 tot 1922 afdelingshoofd was bij het provinciebestuur van West-Vlaanderen, als advocaat in Kortrijk. In 1933 was hij er stafhouder.
Hij werd betrokken bij de middenstandsorganisaties in Kortrijk. In 1922 werd hij voorzitter van de samenwerkende maatschappij Burgersbelangen voor de stad Kortrijk en in 1932 voor het arrondissement Kortrijk. Na de oorlog behoorde hij tot de stichters van het NCMV.
In 1926 werd hij verkozen tot gemeenteraadslid van Kortrijk en bleef dit tot in 1946. Van 1933 tot 1939 was hij lid van het schepencollege. Hij werd in de gemeentepolitiek opgevolgd door zijn zoon, de latere burgemeester van Kortrijk Jozef De Jaegere, en die zijn schoonzoon, burgemeester Stefaan De Clerck.
In 1929 werd hij verkozen tot katholiek volksvertegenwoordiger voor het arrondissement Kortrijk en vervulde dit mandaat tot in 1936.